# Nabuchodonozor IV

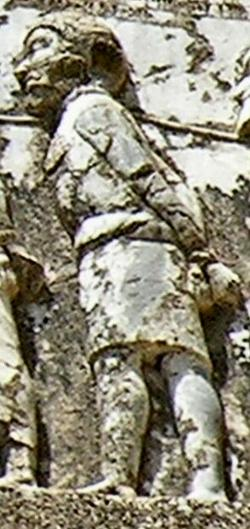
Nabuchodonozor IV jako jeniec Dariusza Wielkiego – przedstawienie z reliefu wyrzeźbionego nad słynną inskrypcją z Behistun.

Nabuchodonozor IV, Nabu-kudurri-usur IV (akad. Nabu-kudurrī-uṣur, tłum. „boże Nabu strzeż mego najstarszego syna”, właśc. Araka, syn Haldity, zm. 27 listopada 521 p.n.e. w Babilonie) – Urartyjczyk obwołany królem Babilonii 25 sierpnia 521 p.n.e., za panowania władcy perskiego Dariusza Wielkiego, podający się za syna ostatniego władcy Babilonii sprzed podboju perskiego, Nabonida.
Korzystając z walk na terenie dzisiejszego Iranu, gdzie Dariusz, który niedawno wstąpił na tron, umacniał swoje panowanie, Babilończycy podnieśli bunt w połowie 521 p.n.e. i wynieśli na tron Nabuchodonozora IV. Powstanie zostało szybko stłumione przez dowódcę perskiego Windafarnę. Araka wraz ze swymi zwolennikami zostali nabici na pale.